# Надергулов, Минлегали Хусаинович
Минлегали Хусаинович Надергулов (род. 7 октября 1953, деревня Ижбулды Зилаирский район Башкирской АССР) — российский филолог, литературовед. Доктор филологических наук (2010). Заслуженный работник культуры Республики Башкортостан (2007).

## Биография
В 1980 году окончил Башкирский государственный университет (ныне Уфимский университет науки и технологий). Доктор филологических наук (2009), диссертация «Историко-функциональные жанры башкирской литературы (генезис, типология, стиль и традиции)». Заведующий отделом литературоведения Института истории, языка и литературы Уфимского научного центра РАН.
В 1981—1990 и 2009—2010 годах принимал участие (в 1987—1989 годах — в качестве руководителя) в археографических экспедициях. 
Сфера научных интересов — литературоведение, археография, текстология. Специалист по башкирским шэжэрэ, подготовил ряд изданий, вышедших в России и Турции. Занимался исследованием и публикацией творчества Ризы Фахретдинова, Абдулкадыра Инана, Гали Сокроя, Фазыла Туйкина и других.

## Награды
Награждён Почетными грамотами президиума Российской Академии Наук, Министерства печати и массовой информации РБ, Уфимской мэрии, Почетным знаком Российского общества историков-архивистов.